# Merton Professors
Merton Professorships of English – katedra anglistyki na Uniwersytecie Oksfordzkim, zajmowana przez dwie osoby, noszące tytuły Merton Professor of English Language and Literature oraz Merton Professor of English Literature. Drugie stanowisko powstało w 1914 roku kiedy to zmieniono nazwę katedry Sir Waltera Raleigha. W chwili obecnej obie profesury są związane z Merton College, ale Dame Helen Gardner zajmowała to stanowisko będąc związana z żeńskim kolegium Lady Margaret Hall. 

## Merton Professor of English Language and Literature
- 1885 – 1916: Arthur S. Napier[1]
- 1916 – 1920: brak[2]
- 1920 – 1945: H. C. K. Wyld[3]
- 1945 – 1959: J.R.R. Tolkien[4]
- 1959 – 1980: Norman Davis[5]
- 1980 – 1984: brak
- 1984 – 2014: Suzanne Romaine

## Merton Professor of English Literature
- 1904 – 1922: Walter A. Raleigh[6]
- 1922 – 1928: George Stuart Gordon[7]
- 1929 – 1946: David Nichol Smith[8]
- 1947 – 1957: F.P. Wilson[7]
- 1957 – 1966: Nevill Coghill[9]
- 1966 – 1975: Helen Gardner[10]
- 1975 – 2002: John Carey
- 2002 - 2014: David Norbrook
- 2016 - do dziś: Lorna Hutson[11]